# Politique climatique
La politique climatique d'une organisation internationale, d'un État, d'un groupe d'États ou d'une collectivité territoriale définit les actions à entreprendre pour lutter contre le réchauffement climatique. Elle se traduit par un plan d'action stratégique, souvent appelé plan climat. Généralement, elle se décline en deux grands objectifs : l'atténuation du changement climatique et l'adaptation au changement climatique.
Le climat étant affecté à l'échelle planétaire, avec des impacts inégalement répartis, les plans climat intègrent généralement des actions interrégionales et de coopération décentralisée.
Les plans climat s'appuient habituellement sur :
- un état des lieux (Bilan des émissions de gaz à effet de serre, bilan carbone) ;
- un travail de prospective (tendances lourdes, phénomènes émergents) ;
- des objectifs quantifiés dans l'espace et dans le temps (exemples : facteur 4 dans les pays riches, « 3 x 20 » pour l'Union européenne) ;
- des indicateurs (généralement d'état, pression et réponse..) à l'échelle du territoire considéré (national, régional, municipal, etc.).

## Niveau mondial

### Objectifs
La Convention-cadre des Nations unies sur les changements climatiques a été adoptée au cours du Sommet de la Terre de Rio de Janeiro en 1992.
L'objectif adopté par l'Accord de Paris sur le climat est de limiter le réchauffement à 2 °C, et si possible 1,5 °C, d'ici 2100 par rapport aux niveaux préindustriels. Pour cela, il faut « parvenir à un équilibre entre les émissions anthropiques par les sources et les absorptions anthropiques par les puits de gaz à effet de serre au cours de la deuxième moitié du siècle », c'est-à-dire atteindre la neutralité carbone.

### Contenu des plans nationaux

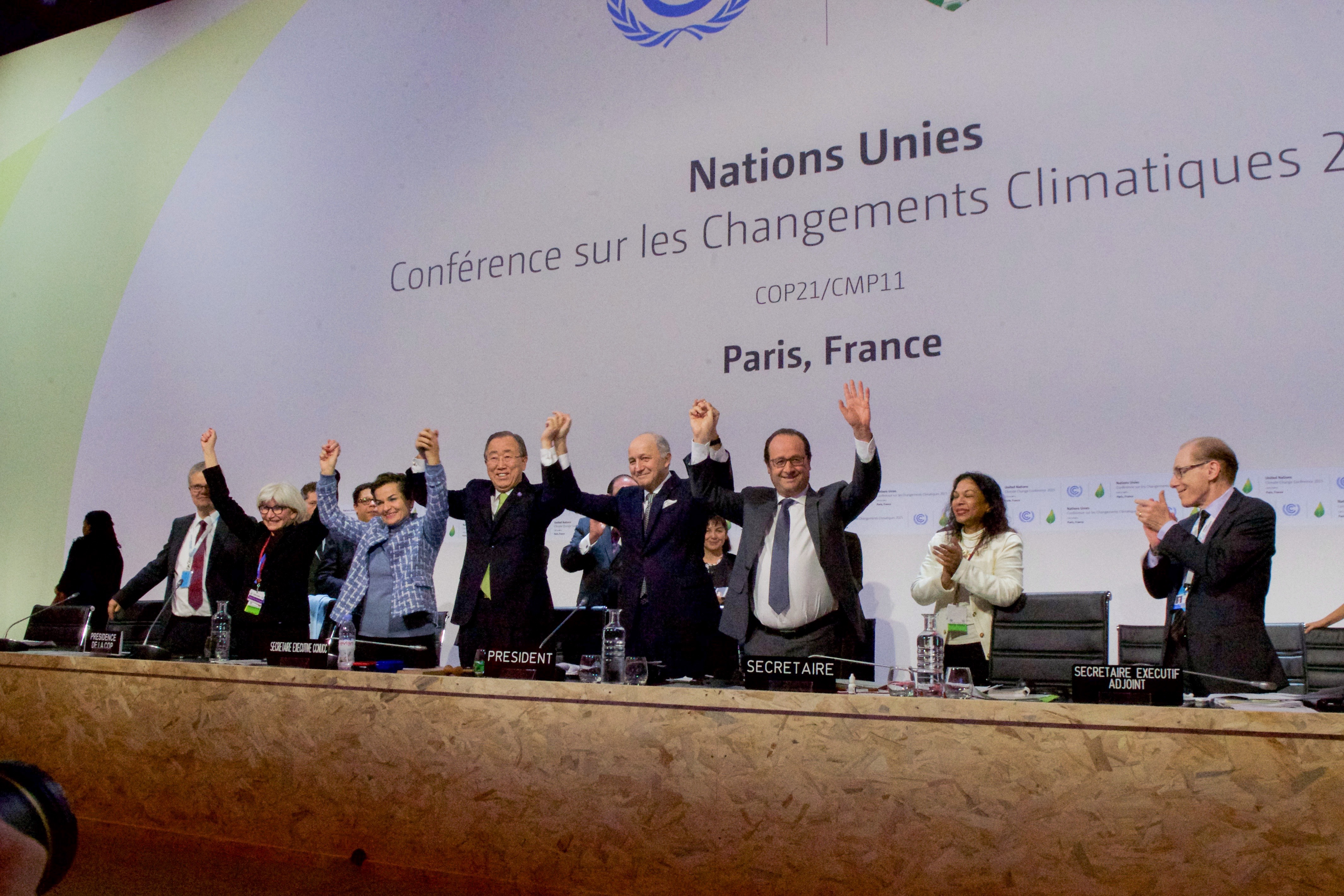
Adoption de l'Accord de Paris sur le climat, en 2015.

À l'occasion de la COP21 (2015), le secrétariat de la Convention-cadre des Nations Unies sur les changements climatiques a publié un rapport résumant 119 plans d'action climat nationaux en réponse à une demande faite à 146 pays. Le rapport donne des estimations d'émissions de GES pour la période 2025-2030 si ces plans sont mis en œuvre et en les comparant aux émissions estimées pour 1990, 2000 et 2010 « ainsi qu’aux trajectoires des émissions correspondant : 1) aux mesures dont les Parties ont fait état pour la période allant jusqu’en 2020 ; et (2) à l’objectif consistant à maintenir l’élévation de la température moyenne de la planète en dessous de 2 °C par rapport aux niveaux préindustriels ». Le rapport présente les solutions possibles à plus long terme et offre une « synthèse des informations relatives à l’élément d’adaptation des contributions communiquées par 100 Parties ». (ce travail ne tient toutefois pas compte des émissions des transports aériens et maritimes internationaux.)
Ces plans s'étendent souvent sur 5 ou 10 ans et ont choisi 1990 ou 2005 comme « année de référence » (qui sont les années souvent citées comme références ailleurs), mais certaines parties ont choisi d'autres dates (2000, 2010, 2013, 2014 ou 2015), avec des cibles temporelles qui sont souvent à horizon 2030 (et parfois 2025 ou un même plan vise 2015 pour une partie de ses objectifs et 2013 pour l'autre), ces deux dates pouvant avoir un caractère « intermédiaire » (avec pour quelques parties une seconde vague d'actions et objectifs prévus à horizon 2035, 2040 ou 2050). Quelques parties annoncent 2020 comme année du début de mise en œuvre de leurs actions). Les objectifs se superposent souvent aux besoins listés par le GIEC (énergie, procédés industriels et utilisation de produits, agriculture, UTCATF et déchets… et parfois « transports et des bâtiments, tandis que d’autres ont également mentionné la navigation maritime et l’aviation, le brûlage à la torche dans l’industrie pétrolière, les solvants et l’énergie électrique »). Certaines parties décrivent les moyens prévus pour la gouvernance du plan, ou développent leurs priorités (ex : « modernisation du réseau de distribution d’électricité, des objectifs relatifs aux énergies renouvelables, des dispositifs financiers en faveur d’investissements non polluants, l’application d’écotaxes, les réformes des subventions, les économies de combustibles et les normes de conservation de l’énergie, les programmes de réduction des émissions dans l’agriculture, la gestion des déchets et des mesures propres à promouvoir la conservation des forêts et à réduire le déboisement ».

## Par pays

### Union européenne
Le Paquet climat-énergie adopté le 23 janvier 2008 par la Commission européenne vise un objectif européen dit « 3 X 20 », consistant à :
- diminuer de 20 % les émissions de gaz à effet de serre ;
- réduire de 20 % la consommation d'énergie ;
- atteindre 20 % d'énergies renouvelables dans le bouquet énergétique d'ici à 2020.

#### France
- La France a adopté en 2000 un programme national de lutte contre le changement climatique (PNLCC). Le bilan dressé en 2002 a conclu que ce plan n'avait pas atteint ses objectifs en matière de réduction des émissions de gaz à effet de serre[réf. nécessaire].
- Le plan climat français de 2004[4] a ensuite visé, selon son prologue, à « susciter l’adhésion de la société tout entière et encourager les gestes citoyens par la sensibilisation et l’information ; favoriser les sources d’énergie non émettrices de carbone ; insérer l’écologie dans l’économie grâce à des mécanismes novateurs, efficaces et flexibles ; préparer l’avenir au travers d’efforts de recherche qui mettent la France sur la voie d’une société sobre en carbone ; rendre le secteur public exemplaire ; accompagner les collectivités locales pour qu’elles réalisent leurs propres plans pour le climat[4]. » Il a été élaboré sur la base de scénarios du GIEC et d'une analyse des scénarios de réduction d’émissions en 2050, faite par la Mission interministérielle de l’effet de serre (Mies), avec l'aide de l'ONERC et de nombreux experts, de l'Ademe notamment. Il comprend un plan d'action qui prévoit les mesures suivantes, notamment pour maintenir les émissions françaises à leur niveau de 1990 :
  - une campagne nationale de sensibilisation et adaptation (p. 21) ;
  - un volet Transports durables (p. 26) ;
  - un volet Bâtiment et écohabitat (p. 32) ;
  - un volet Industrie, énergie et déchets (p. 41) ;
  - un volet Agriculture durable et forêts (p. 54) ;
  - un volet Climatisation durable (p. 58) ;
  - un volet Plans climats territoriaux et État exemplaire (p. 61) ;
  - un volet Recherche, international et prospective après 2010 (p. 66).
- En 2007, Le grenelle de l'environnement a conclu qu'il fallait des objectifs plus ambitieux et plus rapidement concrétisés. En particulier la loi Grenelle II (promulguée le 12/07/2010) devrait permettre aux régions d'élaborer un Schéma Régional Climat Air Energie (SRCAE) incluant un bilan énergétique et des émissions de gaz à effet de serre et de la qualité de l’air (Cf. ancien PRQA), puis des scénarios à horizon 2020, compatibles avec les engagements dits « 3x20 » et Facteur 4 qui serviront de base à des objectifs et seuils à atteindre en matière d'énergie renouvelables et économies d'énergie. Chaque schéma comprendra aussi une analyse de la vulnérabilité, et un volet adaptation au changement climatique.
- Le 8 décembre 2009 le premier Plan climat au niveau du territoire d'un SCOT est signé au SCot Grand Douaisis[5][réf. incomplète].

L'outil Climat Pratic, créé par le Réseau Action Climat-France, l'ADEME, Etd et le CLER, vise à appuyer l'élaboration, la mise en place et le suivi d'une politique « climat énergie » ou d'un Plan Climat Énergie Territorial (PCET). Destiné aux communes et intercommunalités de moins de 50 000 habitants, aux pays et aux PNR, il est mis à disposition gratuitement. Cet outil a été testé pendant six mois sur dix territoires pilotes et il est inspiré de l'outil « Climate Compass » de l'association Climate Alliance.
- Un Plan national d'adaptation au changement climatique a été officialisé en 2011 par le ministère de l'Écologie et du développement durable. Il fait suite à la stratégie nationale de développement durable adoptée le 13 novembre 2006 pour permettre à la France de respecter le Protocole de Kyoto, et stabiliser sur la période 2008-2012 ses émissions de gaz à effet de serre à leur niveau de 1990, en divisant les émissions par 4 à horizon de 2050. Il ajoute des mesures de fiscalité écologique (taxation du charbon ; la proposition d'une taxe carbone aux frontières de l'Union européenne) et d'information et étiquetage, de réduction de la mobilité, sur les grands chantiers d'alternatives à la route, sur les bio- ou agrocarburants et sur l'efficacité énergétique des bâtiments dont anciens. Il s'appuie notamment sur un PNAQ - Plan national d’allocation des quotas (pour 2005-2007).
- Un plan climat est annoncé par Nicolas Hulot, ministre de la Transition écologique et solidaire, le 6 juillet 2017[7] avec l’idée « d’accélérer la mise en œuvre de l’Accord de Paris ». Il comprend les points principaux suivants[8] avec pour objectifs :
  - la neutralité carbone en 2050 ;
  - ramener de 75 % à 50 % la part du nucléaire dans la production d'électricité, donc fermer des réacteurs. Cette mesure est, pour certains observateurs, contradictoire avec l’interdiction des ventes de voitures thermiques (voir ci-dessous)[9] ;
  - la sortie des hydrocarbures et du charbon, avec par exemple un projet de loi pour l’automne 2017 interdisant les nouveaux permis d'exploration d'hydrocarbures ;
  - le soutien aux énergies renouvelables ;
  - un renforcement du prix du carbone ;
  - la fin de la vente des voitures à essence et Diesel d'ici 2040, et des aides pour inciter les ménages modestes à changer leur véhicule polluant[10] ;
  - la rénovation thermique des bâtiments, pour faire disparaître les sept millions de « passoires thermiques » et encourager les énergies bas-carbone. Ce point semblerait contradictoire avec les réglementations thermiques RT2012 et la RE2018, qui favorisent les énergies fossiles dont l'empreinte carbone est supérieure à celle de l'électricité[11] ;
  - la transformation des systèmes agricoles, avec par exemple la réduction des engrais azotés ou la lutte contre l'artificialisation des sols ;
  - la fin des importations de produits forestiers ou agricoles contribuant à la déforestation.

En juin 2019, le Haut Conseil pour le climat publie son premier rapport, qui émet de sérieux doutes sur la capacité de la France à tenir les engagements qu'elle a pris dans le cadre de l'accord de Paris. Le budget carbone 2015-2018 n'a pas été respecté : la limite des 442 mégatonnes d'équivalent CO2 par an fixée sur cette période a été, in fine, dépassée de 62 mégatonnes. Les émissions de GES de la France ont baissé de 1,1 % par an, alors qu'il aurait fallu les baisser de 1,9 % par an. La France a budgété ses émissions de GES, mais les lois qu'elle vote n'en tiennent aucunement compte, par exemple la loi agriculture et alimentation (Egalim) et le projet de loi sur les mobilités (LOM), alors que ces deux secteurs pèsent très lourd dans le bilan carbone de la France avec respectivement 19 % et 31 % des émissions comptabilisées en 2018. On connaît l'impact financier de chaque réforme. De la même façon, il faudrait aussi en donner le coût carbone. Le HCC préconise aussi inclure dans la comptabilité carbone de la France les émissions liées aux transports d'internationaux et à ses importations : en prenant en compte les importations, les émissions de la France sont 60 % plus élevées, et se sont accrues de 20 % entre 1995 et 2015 pour atteindre 11 tonnes par personne ; les émissions de GES liées aux importations sont devenues plus élevées que les émissions domestiques (hors exportations) depuis 2010

### États-Unis
Depuis 2001, les États du Texas, de la Californie et du New Hampshire ont instauré un dispositif de contrôle des émissions de gaz pour différents secteurs industriels et énergétiques. Le dispositif adopté par la Californie, qui s'applique depuis 2009, prévoit de réduire les émissions de gaz polluants de 22 % en moyenne d'ici 2012 et de 30 % d'ici 2016.
En outre, le principe des marchés des permis d’émission consiste à accorder aux industriels « pollueurs », gratuitement, à prix fixe ou aux enchères, des quotas d'émissions de CO2, que ceux-ci peuvent ensuite s'échanger. Chaque émetteur de CO2 doit alors vérifier qu’il détient autant de permis d'émission que ce qu'il va émettre. Dans le cas contraire, il se trouve contraint soit de diminuer ses émissions, soit d’acheter des permis. Inversement, si ses efforts de maîtrise des émissions lui permettent de posséder un excédent de permis, il peut les vendre.
De tels procédés ont été réalisés pour réduire les pluies acides aux États-Unis et ont connu des succès (programme « Acid rain »)[réf. nécessaire]. Ce système des marchés de permis d’émission fait partie du dispositif du protocole de Kyoto qui n'était pas ratifié par les États-Unis en juillet 2006.
En 2004, le sénateur républicain John McCain et le démocrate Joseph Lieberman déposent un projet de loi visant à limiter les rejets dans l’atmosphère ; soutenu par les grandes entreprises Alcoa, DuPont de Nemours et American Electric Power, il n’est pourtant pas adopté[réf. nécessaire].
Les États-Unis financent avec la Chine, le Japon, la Russie et l'UE, le projet ITER (International Thermonuclear Experimental Reactor), projet de recherche sur la fusion nucléaire contrôlée, mené à Cadarache (sud de la France). Toutefois, la production nette d'énergie par fusion nucléaire reste à l'état d'espoir lointain : les prévisions les plus optimistes des partisans du projet parlent de plusieurs dizaines d'années.
Le 8 juillet 2008, George Bush signe un texte engageant les États-Unis à réduire de moitié des émissions des GES d'ici à 2050, à Toyako (Japon), dans le cadre d'une réunion du G8[réf. nécessaire].
Début décembre 2009, l'agence de protection de l'environnement des États-Unis (EPA) rend un rapport décrétant que les émissions de gaz à effet de serre jugés responsables du réchauffement climatique représentent une menace pour la santé publique.
En juillet 2016, l'état de New York adopte une réglementation sur l'énergie propre (Clean Energy Standard) qui garantit le soutien financier de l'état aussi bien au nucléaire qu'aux énergies renouvelables. En effet, le nucléaire assure 61 % de la production d'électricité décarbonée de l'état et ce dernier ne pourrait pas atteindre ses objectifs de réduction de 40 % des émissions de GES d'ici 2030 si les centrales nucléaires fermaient pour cause de rentabilité insuffisante face à la concurrence des centrales au gaz. 3 370 MW de réacteurs nucléaires étaient menacés avant fin 2017,.
En 2018, la Chambre des représentants des États-Unis met en place un Comité spécial sur la crise climatique dans le contexte d'une administration Trump considérée comme impliquée dans le déni du changement climatique. En 2019, le Climate Leadership Council, un organisme regroupant des personnalités politiques et des dirigeants d'entreprise, est à l'origine d'une déclaration appelant à mettre en place une taxe carbone dans le but de réduire les émissions de gaz à effet de serre.

### Suisse
En 2021, le Conseil fédéral a publié une « Stratégie climatique à long terme de la Suisse ». Elle prévoit notamment que « En conformité avec l’objectif défini dans l’Accord de Paris, les flux financiers de la Suisse sont orientés d’ici 2050 vers un développement compatible avec un développement à faible émission et résilient aux changements climatiques ».

### Canada
Le Canada en tant que 4e pays émettant le plus de gaz à effet de serre a fourni un plan pour réduire sa consommation. Depuis 2005 (année de référence à la stratégie du Canada pour réduire les GES d’ici 2030), l’émissions de GES par habitant et du Canada a diminué.
Le 12 décembre 2015, le Canada s’est engagé à faire davantage d’effort afin de limiter l’accélération des changements climatiques en signant l’Accord de Paris.
Le 19 novembre 2016, le Canada a exposé la stratégie qu’il allait adopter dans le futur afin de réduire les émissions de gaz à effet de serre.
Le 25 octobre 2021, le Canada s’est engagé en accord avec l’Allemagne à publier un « plan de mise en œuvre du financement climatique » afin de permettre aux pays en développement d’en faire davantage dans la lutte mondiale contre les changements climatiques. Avec ce plan, le Canada souhaite améliorer quatre actions collectives.
- Le Canada élargit la transparence sur leur volonté de doubler le financement permettant l’adaptation des pays ayant moins de moyens financiers. Le financement à cette date était de 20 milliards de dollars américains, le financement visé sera de 40 milliards pour 2025.
- Le Canada élargit les critères de financement contre la lutte aux changements en optimisant le rendement des procédures surtout pour les PIED et les PMA.
- Le Canada encourage les banques multilatérales de développement à fournir un financement en faveur de la lutte aux changements climatiques. En 2020, ces banques donnaient pour 30 milliards de dollars américains. Le Canada aimerait que ce montant augmente à 100 milliards.
- Le Canada encourage les financements privés à emboîter le pas dans la lutte aux changements climatiques.
Au G7 de 2021, le Canada a annoncé qu’il souhaitait augmenter sa contribution au financement d’adaptation d’environ 40% dans la période de 2021 à 2026.
Le Canada s’est engagé lors de la COP 26 à réduire ses émissions de gaz à effet de serre de 40 à 45% par rapport à 2005, le tout d’ici 2030. Il a pour but d’atteindre la carboneutralité d’ici 2050.

### Nouveaux pays industrialisés contre États-Unis

Répartition des émissions de en 2014 par pays, ou groupe de pays (émissions dues à la combustion des combustibles fossiles et aux cimenteries).
Source : Commission européenne, Emissions database for global atmospheric research (EDGAR).

Un point de débat est de savoir à quel degré les nouveaux pays industrialisés tels que l'Inde et la Chine devraient restreindre leurs émissions de CO2. Les émissions de CO2 de la Chine ont dépassé celles des États-Unis en 2007 alors qu'elle n'a dépassé les États-Unis qu'en 2014 pour le PIB à parité de pouvoir d'achat (PPA). En 2015, la Chine est le premier producteur et consommateur de charbon, sa première source d'énergie, principale source d'émissions de GES au niveau mondial. L'augmentation du niveau de vie accroît la demande de produits « énergivores » tels que les automobiles ou les climatisations, et l'investissement massif en infrastructures, usines et logements consomme d'énormes quantités d'acier et de béton, dont la fabrication est très émettrice de GES.
La Chine a répondu qu'elle avait moins d'obligations à réduire ses émissions de CO2 par habitant puisqu'elles représentaient un sixième de celle des États-Unis, ; en 2014, elles atteignaient 6,66 tCO2/hab contre 16,22 t/hab pour les États-Unis. L'Inde, également l'un des plus gros émetteurs de la planète, a présenté les mêmes affirmations, ses émissions de CO2 par habitant étant près de vingt fois inférieures à celles des États-Unis en 2007 ; en 2014, elles n'étaient encore que de 1,56 tCO2/hab. Cependant, les États-Unis ont répliqué que s'ils devaient supporter le coût des réductions de CO2, la Chine devrait faire de même,. C'est bien ce qu'a fait la Chine, devenue en quelques années numéro un pour la quasi-totalité des énergies renouvelables (voir énergie en Chine).

## Perspectives actuelles
Les tentatives politiques historiques pour harmoniser les politiques de limitation du réchauffement climatique n'ont pas largement réussi à atténuer les effets du changement climatique,. Les commentateurs ont exprimé leur optimisme quant au fait que les années 2020 pourraient être plus réussies grâce à divers événements récents et opportunités qui n'existaient pas auparavant. D'autres commentateurs ont émis des avertissements selon lesquels il reste très peu de temps pour agir afin d'avoir une chance de maintenir le réchauffement en dessous de 1,5 °C ou même d'avoir de bonnes chances de le maintenir en dessous de 2 °C,. Selon les prévisions, les politiques climatiques existantes entraîneront une augmentation de la température mondiale d'au moins 2,7 °C d'ici 2100, dépassant largement l'objectif de 1,5 °C fixé par l'Accord de Paris.

### Opportunités
À la fin des années 2010, divers événements favorisant des politiques climatiques ont conduit les commentateurs à exprimer leur optimisme quant au fait que des progrès significatifs pourraient être réalisés dans les années 2020 pour contrer la menace du réchauffement climatique.

#### Croissance des sources d'énergie renouvelable
L'énergie renouvelable est une source d'énergie inépuisable, régénérée naturellement. Les principales sources d'énergie renouvelable sont le vent, l'hydroélectricité, l'énergie solaire, la géothermie et la biomasse. En 2020, les sources d'énergie renouvelable produisaient 29 % de l'électricité mondiale.

#### Reprise verte
Les programmes de reprise verte sont des réformes écologiques, réglementaires et fiscales proposées pour rétablir le bien-être après une crise économique, telle que la pandémie de COVID-19 ou la crise financière mondiale (GFC). Ils concernent les mesures fiscales visant à relancer la croissance économique tout en ayant un impact positif sur l'environnement.